# Ernst Happel Stadion
Az Ernst Happel Stadion (németül: Ernst-Happel-Stadion) vagy Práter-stadion, amely Ausztria legnagyobb stadionja, Bécsben található. 49 825 néző befogadására alkalmas, ötcsillagos labdarúgó-stadion. Ez a sportlétesítmény ad otthont az osztrák labdarúgó-válogatott hazai mérkőzéseinek és a bécsi labdarúgó-klubok UEFA-kupa és Bajnokok Ligája mérkőzéseinek. Ebben a stadionban rendezték a 2008-as labdarúgó-Európa-bajnokság hét mérkőzését, köztük a döntőt is.
Ez az egyetlen ötcsillagos labdarúgó-stadion, amely 50 000 nézőnél kevesebb befogadására alkalmas. Koncertek esetében még 19 000 fővel bővíthető a befogadóképessége.

## Története

### 1928-1945
Az alapkő letételére 1928 novemberében került sor. A stadion 1929-1931 között 23 hónap alatt, Otto Ernst Schweizer tübingeni építész tervei alapján épült fel, a második munkásolimpia alkalmából. 1931. július 11-én nyílt meg. Ugyancsak Schweizer tervei alapján készült a tőszomszédságában elhelyezkedő stadionfürdő is, amely 400.000 négyzetméteres alapterületével a legnagyobb európai szabadtéri fürdő. A létesítményt a Práter közelsége miatt Práter stadionnak nevezték el. Akkoriban Európa legmodernebb stadionjai közé sorolták, különösen amiatt, hogy a 60.000-es telt stadiont 7-8 perc alatt ki lehetett üríteni. A sportrendezvények mellett politikai rendezvényeket is gyakran tartottak a itt.
1944-ben egy bombatámadásban megrongálódott.

### 1945-2000
A II. világháború befejeztével a stadiont újraépítették, és újra sportolásra használhatták.
1956-ban megnövelték a befogadóképességét, így a stadion 92.708 nézőnek biztosított lehetőséget a szurkolásra. A nézőcsúcsot az 1960. október 30-án megrendezett Ausztria – Spanyolország (3:1) mérkőzésen állították fel 91.000 nézővel.
1986-ban a teljes nézőteret befedték, és az egész stadionban kizárólag ülőhelyeket alakítottak ki. A legendás osztrák labdarúgó és edző, Ernst Happel halála után, 1992-ben róla nevezték el a stadiont.
1964-ben, 1987-ben, 1990-ben és 1995-ben az UEFA Bajnokok Ligájának (1992-ig Bajnokcsapatok Európa Kupája) döntőjét itt, az Ernst Happel Stadionban rendezték.

### A 2008-as labdarúgó-Európa-bajnokság
Ez a létesítmény szolgált a 2008-as labdarúgó-Európa-bajnokság döntőjének színhelyéül. Ezenkívül az osztrák labdarúgó-válogatott három csoportmérkőzését is itt játszotta. Az Európa-bajnokságra a befogadóképességét a pályát körülvevő futópályát is kihasználva ideiglenesen 53.008 fősre növelték.
A stadion felújításaként 2005 nyarán talajfűtéssel látták el a pályát. Az EB miatt  metrócsatlakozással látták el a stadiont, a VIP vendégeknek pedig újabb parkolóhelyeket alakítottak ki. Ezentúl olyan speciális helyiségeket is kialakítottak, amelyek közvetlen kijárattal rendelkeznek a stadion belterébe. Az átépítés összköltsége 39,6 millió euró volt.

### Mérkőzések az UEFA EURO 2008-ban
| Dátum            | Esemény                            | Forduló         | Csapat 1      |     | Csapat 2      | Eredmény              |
| ---------------- | ---------------------------------- | --------------- | ------------- | --- | ------------- | --------------------- |
| 2008. június 8.  | 2008-as labdarúgó-Európa-bajnokság | Csoportmérkőzés | Ausztria      | Vs. | Horvátország  | 0 – 1                 |
| 2008. június 12. | 2008-as labdarúgó-Európa-bajnokság | Csoportmérkőzés | Ausztria      | Vs. | Lengyelország | 1 – 1                 |
| 2008. június 16. | 2008-as labdarúgó-Európa-bajnokság | Csoportmérkőzés | Ausztria      | Vs. | Németország   | 0 – 1                 |
| 2008. június 20. | 2008-as labdarúgó-Európa-bajnokság | Negyeddöntő     | Horvátország  | Vs. | Törökország   | 1 – 1 (büntetők: 1-3) |
| 2008. június 22. | 2008-as labdarúgó-Európa-bajnokság | Negyeddöntő     | Spanyolország | Vs. | Olaszország   | 0 – 0 (büntetők: 4-2) |
| 2008. június 26. | 2008-as labdarúgó-Európa-bajnokság | Elődöntő        | Oroszország   | Vs. | Spanyolország | 0 – 3                 |
| 2008. június 29. | 2008-as labdarúgó-Európa-bajnokság | Döntő           | Németország   | Vs. | Spanyolország | 0 – 1                 |